# Blaquerna

Mapa de Constantinopla que assinala a posição de Blanquerna.

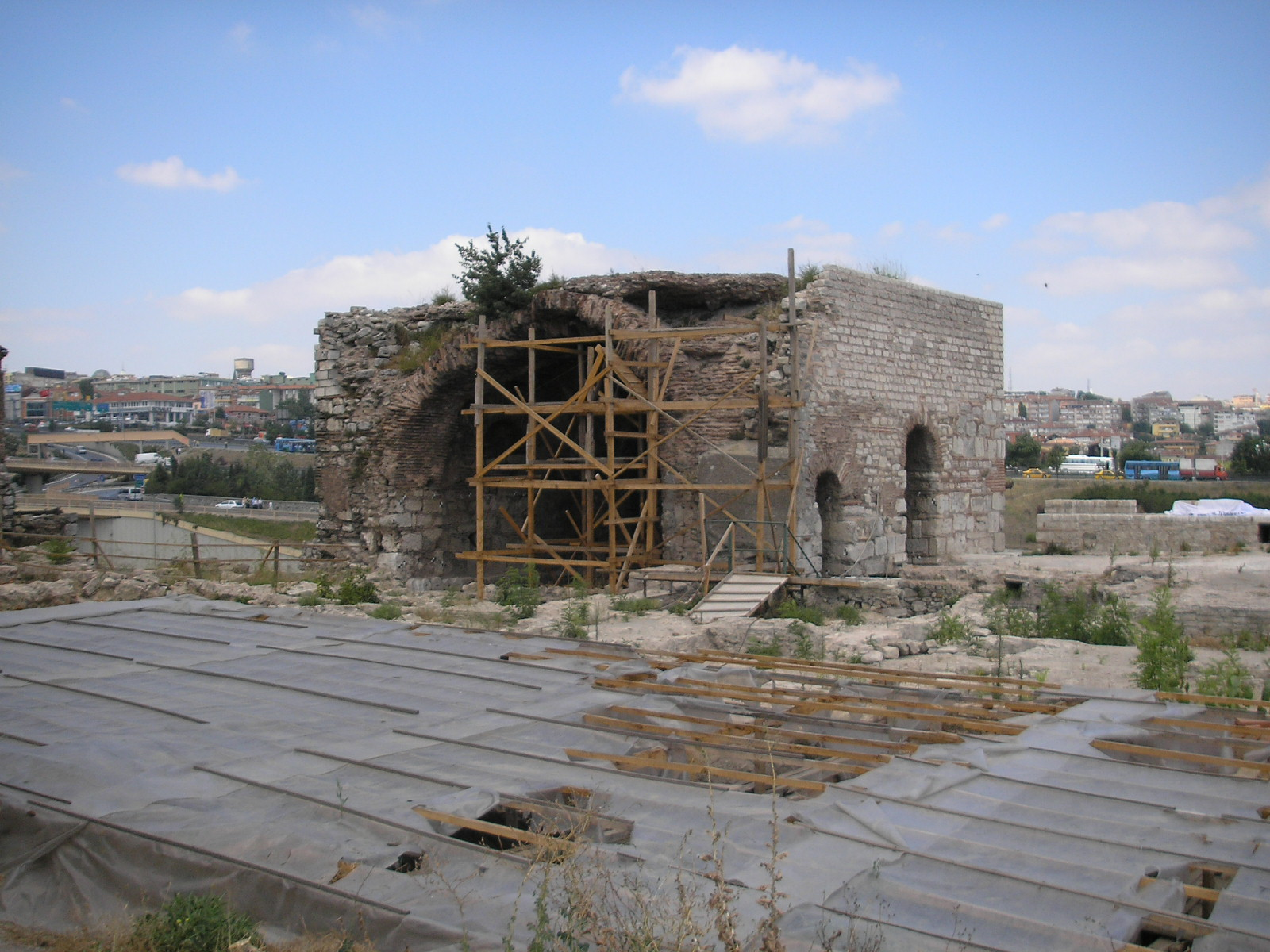
Ruínas do Palácio de Blaquerna.

Blaquerna ou Blaquernas (em grego:  Βλαχερναί) foi um subúrbio situado no noroeste da cidade de Constantinopla (atual Istambul, na Turquia), capital do Império Bizantino, onde se localiza atualmente o bairro de Ayvansaray, no limite do bairro de Balat. Naquele lugar existia um manancial e se haviam construído algumas igrejas, especialmente por Élia Pulquéria no século V d.C. e por Justiniano I no século seguinte. Cerca do ano 500 foi erguido no local uma grande residência imperial, o Palácio de Blaquerna.

## História
Até 627, quando as muralhas foram ampliadas para incluir esta seção da cidade,  situava-se extramuros. A área se estendeu até o Palácio do Porfirogênito no século XI por Aleixo I Comneno, mas as muralhas eram relativamente débeis, reforçadas unicamente pelos muros do próprio palácio. Depois de Aleixo, o Palácio de Blaquerna se converteu na principal residência do Imperador de 1081 a 1453, no entanto o antigo Grande Palácio de Constantinopla se continuou utilizando para as principais cerimônias imperiais.
Sua debilidade esteve patente na Quarta Cruzada, quando os invasores penetraram em Blaquerna. Em Blaquerna também se localizava a Igreja de Santa Maria de Blaquerna, em honra a Teótoco (Mãe de Deus), que se converteu na segunda igreja mais importante de Constantinopla depois de Basílica de Santa Sofia. Em 1347, João VI Cantacuzeno foi coroado na Igreja de Blaquerna no lugar de Santa Sofia. Em 1453 durante a conquista otomana, os otomanos atacaram Blaquerna com seu grande canhão, destruindo completamente seus muros, falhando os bizantinos em bloquear a Cercoporta, permitindo assim a entrada dos turcos na cidade.
Depois da conquista otomana, a residência do sultão foi transferida ao Palácio de Topkapı, sobre a antiga acrópole de Bizâncio, no lado oposto ao Grande Palácio, que estava completamente em ruínas, e a área de Blaquerna caiu em desuso, à exceção do Palácio do Porfirogênito.